# Mauro Finetto
Mauro Finetto (ur. 10 maja 1985 w Tregnago) – włoski kolarz szosowy, zawodnik profesjonalnej grupy Delko-Marseille Provence KTM.

## Najważniejsze osiągnięcia
2008
- 2. miejsce w Trofeo Melinda
- 3. miejsce w Tre Valli Varesine
- 3. miejsce w Coppa Placci
- 4. miejsce w Coppa Sabatini
- 5. miejsce w Memorial Cimurri
- 6. miejsce w Giro di Lombardia

2009
- 1. miejsce w Hel van het Mergelland
- 6. miejsce w Presidential Cycling Tour of Turkey
  - 1. miejsce na 1. i 6. etapie
- 5. miejsce w Giro Del Friuli

2010
- 5. miejsce w Giro del Piemonte

2011
- 3. miejsce w GP Industria & Artigianato

2013
- 5. miejsce w Coppa Sabatini
- 5. miejsce w Trofeo Matteotti

2014
- 1. miejsce w Tour du Limousin
  - 1. miejsce na 3. etapie
- 1. miejsce w Gran Premio di Lugano
- 2. miejsce w G.P. Costa degli Etruschi
- 2. miejsce w Coppa Sabatini
- 3. miejsce w Volta Limburg Classic
- 7. miejsce w Driedaagse van De Panne-Koksijde

2015
- 1. miejsce w Sibiu Cycling Tour
  - 1. miejsce na 2. etapie
- 2. miejsce w Coppa Bernocchi
- 3. miejsce w Coppa Sabatini
- 4. miejsce w Tour de Slovénie

2016
- 1. miejsce w Tour de Slovaquie
  - 1. miejsce na 2. etapie
- 2. miejsce w Settimana Internazionale di Coppi e Bartali
- 2. miejsce w Tour of Almaty
- 3. miejsce w Giro dell’Appennino

2017
- 1. miejsce w Classic Sud Ardèche
- 3. miejsce w Trofeo Laigueglia
- 6. miejsce w Tour du Haut Var